# Sanele Mkhweli
Sanele Mkhweli (ur. 26 kwietnia 1992) – suazyjski piłkarz grający na pozycji obrońcy. W swojej karierze rozegrał 31 meczów w reprezentacji Eswatini.

## Kariera klubowa
Swoją karierę piłkarską Mkhweli rozpoczął w klubie Mbabane Swallows FC. Grał w nim do 2018 roku. Między innymi trzykrotnie wywalczył z nim mistrzostwo kraju w sezonach 2012/2013, 2016/2017 i 2017/2018, dwukrotnie wicemistrzostwo w sezonach 2013/2014 i 2014/2015 oraz dwukrotnie Puchar Eswatini w latach 2013 i 2016. W sezonie 2018/2019 grał w południowoafrykańskim TS Sporting FC.

## Kariera reprezentacyjna
W reprezentacji Eswatini Mkhweli zadebiutował 29 czerwca 2013 w przegranym 0:1 meczu Mistrzostw Narodów Afryki 2014 z Angolą. Od 2013 do 2019 wystąpił w kadrze narodowej 31 razy.